# Alyma quiriquinaensis
Alyma quiriquinaensis is een keversoort uit de familie kniptorren (Elateridae). De wetenschappelijke naam van de soort is voor het eerst geldig gepubliceerd in 2004 door Arias.